# Slavische moslims
Slavische moslims zijn al diegenen die tot de Slavische volkeren behoren en de islam aanhangen.
Hiertoe worden onder meer gerekend:
- Bosniakken
- Gorani
- Pomaken
- Torbeš

In de Socialistische Federale Republiek Joegoslavië werden Slavische moslims beschouwd Moslim van nationaliteit te zijn.